# 上市信用金庫

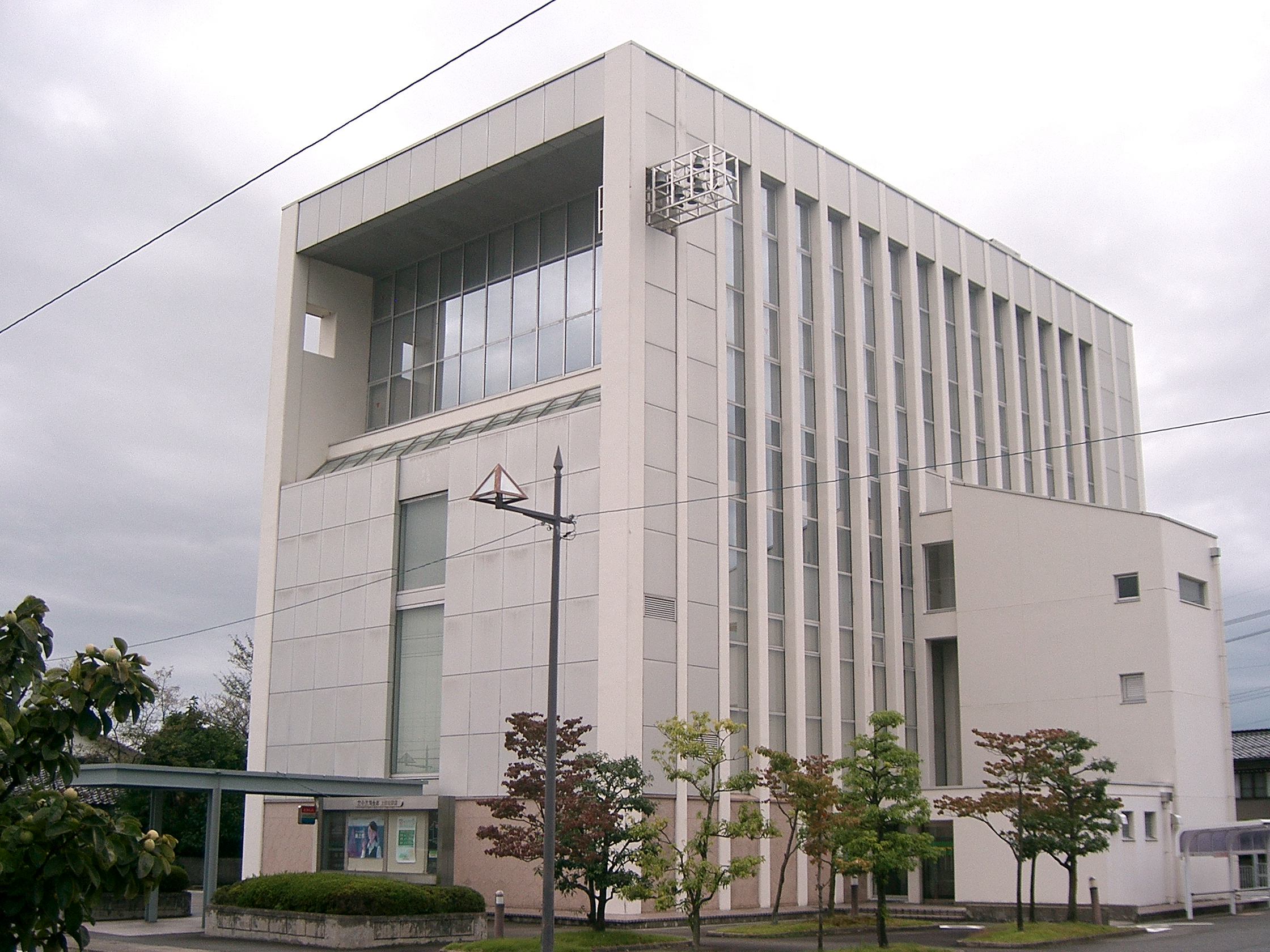
上市信用金庫 本店
（画像は、合併後の「富山信用金庫 上市営業部」。2011年9月撮影）

上市信用金庫（かみいちしんようきんこ）は、かつて富山県中新川郡上市町に本店を置いていた信用金庫。通称はかみしん。統一金融機関コードは1410、合併前時点の店舗数は7店舗だった。2011年2月14日をもって、富山市に本店を置く富山信用金庫と合併し、約87年の歴史に幕を下ろした。
対等の立場での合併としているが、存続金庫は富山信用金庫であり、上市信用金庫という名称の一部分も継承されないことから事実上吸収合併と言える。なお、2月14日には旧：上市信用金庫本店の大会議室で一部職員における解散及び合併のセレモニーが行われた。

## 沿革
- 1924年（大正13年）3月18日 - 有限責任「上市信用組合」として中新川郡上市町51番地にて創業[2][3]。
- 1934年（昭和9年）3月 - 保証責任「上市信用組合」に変更[4]。
- 1936年（昭和11年）3月 - 上市信用利用組合に変更[4]。
- 1950年（昭和25年）8月 - 上市信用購買販売利用組合に変更[4]。
- 1951年（昭和26年）12月 - 上市信用金庫に改組[3]。
- 1971年（昭和46年）12月 - 富山支店を開設[4]。
- 1976年（昭和51年）10月 - 信金大阪共同事務センターに加入[4]。
- 1981年（昭和56年） - 全店が新総合オンラインシステムに移行[4]。
- 1989年（平成元年）11月6日 - 本店を中新川郡上市町横法音寺3番地に新築移転[2]。この新店舗は平成2年度第21回富山県建築賞に入選している[4]。
- 2002年（平成14年）11月 - 生命保険窓口販売を開始[4]。
- 2011年（平成23年）2月14日 - 富山信用金庫（存続金庫）と合併し、解散[5]。

## 合併前時点の店舗
| 店舗コード | 店舗名     | 所在地                  |
| ---------- | ---------- | ----------------------- |
| 001        | 本店営業部 | 中新川郡上市町法音寺3   |
| 002        | 立山支店   | 中新川郡立山町五百石198 |
| 003        | 大山支店   | 富山市中滝218-3         |
| 004        | 富山支店   | 富山市大泉町1-1-6       |
| 005        | 赤江支店   | 富山市上赤江町2-2-16    |
| 006        | 堀川支店   | 富山市堀川町483         |
| 007        | 中川原支店 | 富山市中川原334         |

## ATMについて
ATMでは、北陸地方3県（富山県・石川県・福井県）内に本店を置く信用金庫（しんきん北陸トライアングルネットワークATMサービス）のカードに限ってATM利用時間内に関わらず入出金手数料が終日無料で利用できたほか、北陸3県以外の信用金庫（しんきんATMゼロネットサービス）のカードでも平日8:45 - 18:00の入出金・土曜9:00 - 14:00の出金に限り手数料が無料で利用できた。

## 富山信用金庫に合併
2010年4月22日、富山市に本店を置く富山信用金庫と合併することが発表され、2011年2月14日に合併が実施された。
合併後の存続金庫・名称は富山信金で、総預金残高が高岡信用金庫を上回って県内最大手となり、北陸内の信金としては福井・金沢の各信金に次いで3番目の規模である。
これに伴い、当信金の7店は富山信金の店舗として新たにスタートを切った。このうち、旧：上市信金本店営業部は「富山信金上市営業部」に、旧：上市信金富山支店は「富山信金大泉支店」に、それぞれ改称した。また、富山信金の旧：上市信金店に割り当てられる店舗コードについては04x番台が付与された。

## 通話録音について
旧：上市信用金庫の店舗ではIP電話を使用しており、また通話がすべてサーバーに録音されている。
これは内線通話および外線通話といった通話すべてが対象として録音されている。

## 理事残留について
旧：上市信用金庫には常勤理事が4人おり、解散時には理事長をはじめとする3人が退任した（実際には非常勤理事となった）。残り1人の理事は残留するも富山信用金庫での職位は理事として受け入れられていない。